# Vaux-sur-Poligny
Vaux-sur-Poligny és un municipi francès situat al departament del Jura i a la regió de Borgonya - Franc Comtat. L'any 2007 tenia 98 habitants.

## Demografia

### Població
El 2007 la població de fet de Vaux-sur-Poligny era de 98 persones. Hi havia 36 famílies de les quals 4 eren unipersonals (4 homes vivint sols), 20 parelles sense fills i 12 parelles amb fills.
La població ha evolucionat segons el següent gràfic:
Habitants censats

### Habitatges
El 2007 hi havia 45 habitatges, 40 eren l'habitatge principal de la família i 5 eren segones residències. 38 eren cases i 6 eren apartaments. Dels 40 habitatges principals, 29 estaven ocupats pels seus propietaris, 8 estaven llogats i ocupats pels llogaters i 3 estaven cedits a títol gratuït; 2 tenien dues cambres, 4 en tenien tres, 8 en tenien quatre i 26 en tenien cinc o més. 34 habitatges disposaven pel capbaix d'una plaça de pàrquing. A 17 habitatges hi havia un automòbil i a 21 n'hi havia dos o més.

### Piràmide de població
La piràmide de població per edats i sexe el 2009 era:
| Homes | Edats   | Dones |
| ----- | ------- | ----- |
| 0     | 95 o +  | 0     |
| 0     | 90 a 94 | 0     |
| 0     | 85 a 89 | 0     |
| 4     | 80 a 84 | 0     |
| 4     | 75 a 79 | 8     |
| 4     | 70 a 74 | 8     |
| 0     | 65 a 69 | 0     |
| 0     | 60 a 64 | 0     |
| 0     | 55 a 59 | 0     |
| 12    | 50 a 54 | 8     |
| 0     | 45 a 49 | 0     |
| 4     | 40 a 44 | 0     |
| 4     | 35 a 39 | 8     |
| 8     | 30 a 34 | 4     |
| 0     | 25 a 29 | 4     |
| 0     | 20 a 24 | 0     |
| 0     | 15 a 19 | 0     |
| 4     | 10 a 14 | 4     |
| 0     | 5 a 9   | 4     |
| 12    | 0 a 4   | 4     |

## Economia
El 2007 la població en edat de treballar era de 64 persones, 48 eren actives i 16 eren inactives. De les 48 persones actives 47 estaven ocupades (26 homes i 21 dones) i 1 aturada (1 dona i 1 dona). De les 16 persones inactives 7 estaven jubilades, 4 estaven estudiant i 5 estaven classificades com a «altres inactius».
Activitats econòmiques
Dels 4 establiments que hi havia el 2007, 2 eren d'empreses alimentàries, 1 d'una empresa de transport i 1 d'una empresa d'hostatgeria i restauració.
L'any 2000 a Vaux-sur-Poligny hi havia 5 explotacions agrícoles.

## Equipaments sanitaris i escolars
```
Vaux-sur-Poligny
 disposava d'un col·legi d'educació secundària amb 111 alumnes.
```

## Poblacions més properes
El següent diagrama mostra les poblacions més properes.